# Parque Municipal de Nova Iguaçu
O Parque Municipal de Nova Iguaçu, oficialmente Parque Natural Municipal de Nova Iguaçu, é um parque localizado na borda norte do Maciço Mendanha, no estado do Rio de Janeiro, no Brasil. Faz parte da área de proteção natural (APA) do Gericinó-Mendanha. Foi criado em 1998. Possui uma área de 11 quilômetros quadrados, com altitude entre 150 metros na entrada (guarita do parque) e 956 metros no marco sudoeste, próximo ao pico do Gericinó. 
O Parque Municipal de Nova Iguaçu é um importante remanescente da Mata Atlântica onde se destacam vários exemplos da flora e fauna da regiăo, bem como um patrimônio científico que expõe as estruturas subterrâneas abaixo de vulcão, tal como condutos subvulcânicos. O acesso mais fácil ao parque é pela Estrada da Cachoeira, ao longo do Rio Dona Eugênia em Mesquita. O parque é uma unidade de conservação integral criada em 5 de junho de 1998, cuja sede está no vale do rio Dona Eugênia. A área  abriga valores ecológicos, históricos, culturais e geológicos, além de locais representativos da história geológica da região.

## Mata Atlântica
O parque preserva uma área de Mata Atlântica com árvores de até 18 metros de altura. Esta é uma floresta secundária com partes em processo de regeneração. 
São encontradas, na flora do parque: a garapa, o gonçalo-alves, o cajá-mirim, a palmeira-juçara e o pau-pereira. 
Infelizmente, existe uma grande quantidade de jaqueiras no parque, o que dificulta o desenvolvimento das espécies nativas.

## Geologia
Considerava-se, até o ano 2004, que, no local, havia uma cratera vulcânica preservada, denominada vulcão de Nova Iguaçu. Entretanto, os artigos científicos publicados em revistas periódicas especializadas em ciências geológicas comprovaram a inexistência do vulcão e da cratera. A geologia do parque expõe, na superfície atual, estruturas subvulcânicas de 3 quilômetros de profundidade. Isto é, houve erupções vulcânicas logo após a extinção dos dinossauros, porém o vulcão, a cratera e os depósitos eruptivos acumulados na superfície daquele tempo não estão mais preservados. A exposição das estruturas subterrâneas da área vulcânica do parque municipal, no entanto, é uma rara e importante amostra, com pesquisas geológicas bem-sucedidas.

## Movimento para registrar como um geoparque
Em 2004, houve um movimento para registrar o Parque Municipal à UNESCO como "Geoparque do Vulcão de Nova Iguaçu". Apesar da autoapresentação como "o primeiro geoparque do Estado do Rio de Janeiro", não chegou a acontecer a solicitação do registro à UNESCO. Portanto, não é reconhecido como um componente da Rede Mundial de Geoparques. 

## Casarão
A antiga sede da fazenda Dona Eugênia, conhecida popularmente como "Casarão", é um dos objetos atrativos do parque. Esta casa foi construída no século XIX e é a mais antiga ainda de pé do município de Nova Iguaçu.

## Administração
A prefeitura municipal de Nova Iguaçu realiza trabalhos de preservação da natureza e manutenção das instalações do parque e conta com o apoio do Grupamento Ambiental de Mesquita - GAM. Entretanto, com a emancipação do município de Mesquita, a estrada de acesso e a entrada do parque ficaram situados neste novo município.